# Paper Planes (filme)
Paper Planes (bra: Sonhos de Papel) é um filme de drama infantojuvenil australiano em 3D de 2015. Dirigido por Robert Connolly, o filme é estrelado por Sam Worthington, David Wenham, Deborah Mailman, e Ed Oxenbould.
O filme conta a história de Dylan Webber, um jovem australiano que descobre que tem talento para fazer aviões de papel e sonha em competir no Campeonato Mundial de Aviões de Papel no Japão.
Estreou nos cinemas australianos em 15 de janeiro de 2015 em 253 telas da Roadshow Films. O filme arrecadou A$ 9,61 milhões nas bilheterias australianas ao final de sua temporada. A história é vagamente inspirada por um episódio de Australian Story chamado "Fly With Me", e foi o centro de um segundo episódio, "The Meaning of Life". Paper Planes foi lançado em DVD e Blu-ray em 24 de junho de 2015 pela Roadshow Entertainment.
Steve Worland, que co-escreveu Paper Planes, novelizou o roteiro em um livro best-seller para jovens leitores. Foi publicado em 2 de janeiro de 2015 pela Puffin Books. Inclui instruções sobre como dobrar um avião de papel, fotos do filme e notas sobre a produção.

## Produção
Em 9 de novembro de 2013, as filmagens começaram em Perth na Austrália Ocidental e em Tóquio com a direção de Robert Connolly. Sam Worthington, David Wenham, Julian Dennison e Ed Oxenbould estrelam o filme.
A fotografia principal aconteceu no interior e na região metropolitana da Austrália Ocidental, embora o filme indique o cenário como sendo em New South Wales (já que eles "dirigem até Sydney"). Os locais usados para as filmagens incluem uma escola abandonada em Roleystone, uma velha casa em Baldivis, Challenge Stadium, Whiteman Park, o Zoológico de Perth e o Aviation Heritage Museum em Bull Creek.

## Elenco
| Ator/Atriz                | Personagem                  |
| ------------------------- | --------------------------- |
| Ed Oxenbould              | Dylan Webber                |
| Sam Worthington           | Jack Webber (pai do Dylan)  |
| Ena Imai                  | Kimi Muroyama               |
| Nicholas Bakopoulos-Cooke | Jason Jones                 |
| Julian Dennison           | Kevin                       |
| David Wenham              | Patrick Jones               |
| Deborah Mailman           | Maureen Prescott            |
| Peter Rowsthorn           | Senhor Hickenlooper         |
| Terry Norris              | Vovô George Webber          |
| Nicole Trunfio            | Cindy Webber (mãe do Dylan) |

## Recepção
O filme possui atualmente uma taxa de aprovação de 85% no Rotten Tomatoes com base em 26 avaliações. No final de sua corrida, ele arrecadou A $ 9,61 milhões na bilheteria australiana. Simon Weaving, do Screenwize, descreveu o filme como "um conto saudável e alegre de um azarão da escola primária que sonha em chegar ao campeonato mundial de aviões de papel no Japão". Jim Schembri, da 3AW, escreveu em sua crítica: "Em uma das grandes mudanças de marcha da carreira na memória recente, o diretor de Melbourne Robert Connolly, que nos deu dramas marcantes como The Bank, Three Dollars e Balibo, oferece um adorável filme familiar que é edificante, caloroso, vencedor e, acima de tudo, engraçado. " Fiona Williams de sbs.com.au diz: "Há muito o que gostar nas idéias de Paper Planes sobre engenhosidade e resiliência, e isso pode ser um bom presságio para tirar vagabundos da praia e sentar-se no período de lançamento do filme nas férias escolares de fim de verão. "
Embora o filme tenha tido um forte desempenho nas bilheterias domesticamente na Austrália, teve menos sucesso em sua estréia internacional (Reino Unido / Irlanda), estreando na posição 47 e ganhando £ 4.381 em seu fim de semana de estreia (23-25 de outubro de 2015). O filme foi lançado na Espanha em 1 de janeiro de 2016 (o único lançamento europeu do filme em fevereiro de 2016) e estreou na posição 29 com uma receita bruta de US $ 7.577 em 21 telas, para uma média por sala de US $ 361.

### Prêmios e Indicações
| Prêmio                              | Categoria                                           | Pessoa Indicada | Resultado |
| ----------------------------------- | --------------------------------------------------- | --------------- | --------- |
| AACTA Awards (5th)                  | Best Film                                           | Liz Kearney     | Indicado  |
| AACTA Awards (5th)                  | Best Film                                           | Maggie Miles    | Indicado  |
| AACTA Awards (5th)                  | Best Film                                           | Robert Connolly | Indicado  |
| AACTA Awards (5th)                  | Best Original Screenplay                            | Robert Connolly | Venceu    |
| AACTA Awards (5th)                  | Best Original Screenplay                            | Steve Worland   | Venceu    |
| AACTA Awards (5th)                  | Best Supporting Actress                             | Deborah Mailman | Indicado  |
| AACTA Awards (5th)                  | Best Original Music Score                           | Nigel Westlake  | Indicado  |
| AACTA Awards (5th)                  | Best Sound                                          | James Ashton    | Indicado  |
| AACTA Awards (5th)                  | Best Sound                                          | Emma Bortignon  | Indicado  |
| AACTA Awards (5th)                  | Best Sound                                          | Chris Goodes    | Indicado  |
| AACTA Awards (5th)                  | Best Sound                                          | Trevor Hope     | Indicado  |
| AACTA Awards (5th)                  | People's Choice Award for Favourite Australian Film | Liz Kearney     | Indicado  |
| AACTA Awards (5th)                  | People's Choice Award for Favourite Australian Film | Maggie Miles    | Indicado  |
| AACTA Awards (5th)                  | People's Choice Award for Favourite Australian Film | Robert Connolly | Indicado  |
| Australian Directors Guild Award    | Best Direction in a Feature Film                    | Robert Connolly | Indicado  |
| AWGIE Award                         | Best Writing in a Feature Film - Original           | Robert Connolly | Indicado  |
| AWGIE Award                         | Best Writing in a Feature Film - Original           | Steve Worland   | Indicado  |
| ASE Award                           | Best Editing in a Feature Film                      | Nick Meyers     | Indicado  |
| Berlin International Film Festival  | Generation Kplus - Crystal Bear for Best Film       | Robert Connolly | Indicado  |
| Jerusalem Film Festival             | Young Critics Club Award for Best Children's Film   | Robert Connolly | Venceu    |
| Seattle International Film Festival | Youth Jury Award                                    | Robert Connolly | Indicado  |